# Fabian McCarthy
Fabian Ansley McCarthy (Vryburg, 13 maggio 1977) è un ex calciatore sudafricano, di ruolo difensore.

## Palmarès

### Giocatore

#### Club

##### Competizioni nazionali
- Premier Soccer League (Sudafrica): 2

Kaizer Chiefs: 2003-2004, 2004-2005
- Coppa di Lega sudafricana: 2

Kaizer Chiefs: 2005-2006
Moroka Swallows: 2008-2009